# Well (Yorkshire du Nord)
Pour les articles homonymes, voir Well.
Well est un village et une paroisse civile du Yorkshire du Nord, en Angleterre.